# Montifringilla adamsi
Pardal-d'asa-preta ou pardal-das-neves (Montifringilla adamsi) é uma espécie de ave da família Passeridae.
Pode ser encontrada nos seguintes países: China, Índia, Nepal e Paquistão.
Os seus habitats naturais são: matagal árido tropical ou subtropical.